# كيث كلارك
كيث كلارك (بالإنجليزية: Keith Clark)‏ هو بواق أمريكي، ولد في 21 نوفمبر 1927، وتوفي في 10 يناير 2002 بسبب أم الدم الأبهرية.